# Mitsubishi Dignity
Mitsubishi Dignity – luksusowy samochód osobowy produkowany przez japońską firmę Mitsubishi w latach 1999–2001. Dostępny jako 4-drzwiowy sedan. Do napędu użyto silnika V8 o pojemności 4,5 litra. Moc przenoszona była na oś tylną poprzez 5-biegową automatyczną skrzynię biegów.

## Dane techniczne

### Silnik
- V8 4,5 l (4498 cm³), 4 zawory na cylinder, DOHC
- Układ zasilania: wtrysk
- Średnica cylindra × skok tłoka: 86,00 mm × 96,80 mm
- Stopień sprężania: 10,7:1
- Moc maksymalna: 280 KM (206 kW) przy 5000 obr./min
- Maksymalny moment obrotowy: 412 N•m przy 4000 obr./min

### Osiągi
- Przyspieszenie 0-100 km/h: b/d
- Prędkość maksymalna: b/d